# Islote Cañas
Die Islote Cañas ist eine kleine Insel vor der Westküste der Trinity-Halbinsel im Norden des Grahamlands auf der Antarktischen Halbinsel. Sie ist die östlichste einer Gruppe aus drei kleinen Inseln und liegt 175 m nördlich von Bulnes Island sowie 3 km nordwestlich des Kap Legoupil.
Teilnehmer der 2. Chilenischen Antarktisexpedition (1947–1948) kartierten und benannten sie. Namensgeber ist der chilenische General Ramón Cañas Montalva (1896–1977), der den chilenischen Präsidenten Gabriel González Videla 1948 auf seiner Antarktisfahrt begleitet hatte.